# 오봉산 (양주)
오봉산(五峰山)은 대한민국 경기도 양주시 장흥면에 있는 한국의 화강암 산이다. 도봉산 바로 옆에 있으며 이름처럼 5개의 봉우리를 갖고있다. 제1봉과 제2봉은 일반인도 올라갈 수 있지만, 나머지 3개의 봉은 암벽 등반을 해야만 오를 수 있다.

## 참고 문헌
- 디지털양주문화대전 - 오봉산 보관됨 2017-10-15 - 웨이백 머신